# Friedrich Bode (Jurist)
Friedrich Wilhelm Adolf Bode (* 20. August 1856 in Felsberg; † 7. November 1932 in Kassel) war ein deutscher Jurist und Kammerdirektor im Fürstenhaus Stolberg-Roßla.

## Leben
Friedrich Bode war der Sohn des Amtsgerichtsrats Wilhelm Bode und seiner Ehefrau geb. Eichenberg.
Er studierte in den Jahren von 1876 bis 1881 Rechtswissenschaften und Philologie an der Georg-August-Universität Göttingen (seit 1876 Mitglied der Burschenschaft Brunsviga), der Universität Leipzig und der Philipps-Universität Marburg. Beim Feldartillerie-Regiment Nr. 11 leistete er seinen Militärdienst und wurde Offizier. Nach dem ersten juristischen Staatsexamen wurde Bode Gerichtsreferendar in Kassel und in Allendorf an der Werra. 1886 wurde er nach dem Großen juristischen Staatsexamen Gerichtsassessor in Stolberg, wo er kommissarisch in der fürstlichen Kirchenverwaltung eingesetzt wurde.
Im Jahr darauf erhielt er eine Stelle als Amtsrichter in Arolsen. Von 1892 bis 1924 war er als Direktor der Hofkammer des Fürsten zu Stolberg-Roßla für die Verwaltung der Einnahmen und die Wirtschaftsführung verantwortlich. Die in den Fürstenstand erhobenen Linien der Häuser Stolberg-Wernigerode, Stolberg-Stolberg und Stolberg-Roßla gehörten zu den größten Grundbesitzern im Deutschen Reich. Dementsprechend groß war der Aufgabenbereich des Friedrich Bode, der an der Spitze der fürstlichen Verwaltung stand.
1905 wurde er zum Regierungsrat ernannt und später erhielt er den Ehrentitel Geheimer Regierungsrat.
Bode besaß in Kassel die wertvollste Autographensammlung.

## Auszeichnungen
- Roter Adlerorden IV. Klasse
- Schaumburg-lippisches Ehrenkreuz III. Klasse
- Waldecksches Verdienstkreuz III. Klasse